# تشارلز لوكاس (سياسي)
تشارلز لوكاس (بالإنجليزية: Charles Lucas)‏ هو رائد أعمال وسياسي أمريكي، ولد في 25 سبتمبر 1792، وتوفي في 27 سبتمبر 1817.